# Saison 1948-1949 des Celtics de Boston
La saison 1948-1949 des Celtics de Boston est la 3e saison de la franchise en Basketball Association of America (BAA).

## Draft
| Tour | Choix | Joueur             | Poste | Nationalité | Provenance        |
| ---- | ----- | ------------------ | ----- | ----------- | ----------------- |
| 1    | 3     | George Hauptfuhrer | C     | États-Unis  | Harvard           |
| -    | -     | Johnny Bach        | G/F   | États-Unis  | Fordham           |
| -    | -     | Norman Carey       | -     | États-Unis  | Oregon State      |
| -    | -     | Bob Curran         | -     | États-Unis  | Holy Cross        |
| -    | -     | Neil Dooley        | -     | États-Unis  | Colgate           |
| -    | -     | Jack Hauser        | -     | États-Unis  | Denver            |
| -    | -     | Marshall Hawkins   | F     | États-Unis  | Tennessee         |
| -    | -     | Tom Kelly          | G     | États-Unis  | NYU               |
| -    | -     | Murray Mitchell    | C     | États-Unis  | Sam Houston State |
| -    | -     | Guinn Phillips     | -     | États-Unis  | Texas Wesleyan    |
| -    | -     | Ray Wehde          | -     | États-Unis  | Iowa State        |

## Classement de la saison régulière
| Division Est               | V  | D  | PCT    | GB |
| -------------------------- | -- | -- | ------ | -- |
| Capitols de Washington     | 38 | 22 | 60,9 % | -  |
| Knicks de New York         | 32 | 28 | 57,8 % | 6  |
| Bullets de Baltimore       | 29 | 31 | 45,3 % | 9  |
| Warriors de Philadelphie   | 28 | 32 | 35,5 % | 10 |
| Celtics de Boston          | 25 | 35 | 30,6 % | 13 |
| Steamrollers de Providence | 12 | 48 | 17,7 % | 26 |

## Effectif
| Numéro | Joueur           | Position | Provenance                |
| ------ | ---------------- | -------- | ------------------------- |
| 3      | George Nostrand  | C-F      | Wyoming                   |
| 3-10   | John Hazen       | G        | Indiana State University  |
| 5      | Bill Roberts     | C        | Wyoming                   |
| 6      | Tom Kelly        | G        | NYU                       |
| 6      | Hank Beenders    | C-F      | Long Island University    |
| 7      | Dermie O'Connell | G        | Holy Cross                |
| 7-9    | Mel Riebe        | G-F      | College of Wooster        |
| 8      | Phil Farbman     | F        | City College of New York  |
| 9      | George Kaftan    | SF       | Holy Cross                |
| 10     | Stan Noszka      | G        | Duquesne                  |
| 10     | Johnny Ezersky   | F-G      | Rhode Island              |
| 11     | Chick Halbert    | C        | West Texas A&M University |
| 12     | Art Spector      | F        | Villanova                 |
| 13     | Gene Stump       | F-G      | DePaul                    |
| 14     | Bulbs Ehlers     | F-G      | Purdue                    |
| 15     | Jim Seminoff     | G-F      | USC                       |
| 17     | Johnny Bach      | F-G      | Fordham                   |
| 19     | Bob Doll         | F-C      | Colorado                  |
| 20     | Earl Shannon     | G-F      | Rhode Island              |
| 20     | Al Lucas         | F-G      | Fordham                   |
| 21     | Jack Garfinkel   | G        | St. John's                |
| 22     | Bob Kinney       | C-F      | Rice University           |

## Statistiques
| Joueur           | Matchs | % Tir | % LF | Pass/m. | Pts/m. |
| ---------------- | ------ | ----- | ---- | ------- | ------ |
| Johnny Bach      | 34     | .286  | .680 | 0.7     | 3.5    |
| Hank Beenders    | 8      | .214  | .778 | 0.4     | 2.4    |
| Bob Doll         | 47     | .331  | .684 | 2.5     | 7.9    |
| Bulbs Ehlers     | 59     | .312  | .667 | 2.3     | 8.7    |
| Johnny Ezersky   | 18     | .368  | .613 | 1.6     | 10.3   |
| Phil Farbman     | 21     | .269  | .789 | 0.9     | 3.4    |
| Jack Garfinkel   | 9      | .171  | .714 | 1.9     | 3.8    |
| Chick Halbert    | 33     | .293  | .596 | 1.8     | 9.4    |
| John Hazen       | 6      | .353  | .857 | 0.5     | 3.0    |
| George Kaftan    | 21     | .368  | .626 | 2.9     | 14.5   |
| Tom Kelly        | 27     | .335  | .616 | 1.4     | 7.1    |
| Bob Kinney       | 21     | .335  | .593 | 1.2     | 9.7    |
| Al Lucas         | 2      | .333  |      | 1.0     | 1.0    |
| George Nostrand  | 27     | .341  | .615 | 1.4     | 9.8    |
| Stan Noszka      | 30     | .244  | .500 | 0.8     | 2.5    |
| Dermie O'Connell | 21     | .276  | .536 | 3.1     | 9.7    |
| Mel Riebe        | 33     | .291  | .603 | 2.9     | 11.0   |
| Bill Roberts     | 26     | .330  | .474 | 0.5     | 3.1    |
| Jim Seminoff     | 58     | .314  | .689 | 3.9     | 7.9    |
| Earl Shannon     | 5      | .182  | .250 | 0.8     | 1.0    |
| Art Spector      | 59     | .300  | .552 | 1.3     | 5.5    |
| Gene Stump       | 56     | .333  | .713 | 1.0     | 8.5    |